# Napier (Nouvelle-Zélande)
Pour les articles homonymes, voir Napier.
Napier (prononcé en anglais : /ˈneɪpiə/, en maori de Nouvelle-Zélande : Ahuriri) est une ville située dans l'île du Nord en Nouvelle-Zélande. Elle est bordée par la Hawke's Bay et située à 140 kilomètres de Taupo et à 320 kilomètres de la capitale néo-zélandaise Wellington. Sa population est estimée à 61 100 habitants en 2016.
La ville de Hastings est située à une vingtaine de kilomètres de Napier. Ces deux villes sont souvent appelées les Twin Cities (« villes jumelles ») ou Bay Cities (« villes de la baie »), et elles sont bien desservies  par les Services routiers des chemins de fer néo-zélandais. La population de l'aire métropolitaine de ces deux villes est d'environ 131 000 habitants. Ainsi, Napier-Hastings est la cinquième plus importante métropole de Nouvelle-Zélande.
Napier dispose d'un port et d'un aéroport.

## Étymologie
Le nom de Napier commémore le général Charles James Napier, commandant des forces militaires de l'empire britannique aux Indes, lors de la conquête de la région Sind (province de l'actuel Pakistan).

## Climat
Napier possède un climat océanique (Köppen: Cfb), avec des étés agréables et des hivers frais. Les températures maximales varient de 24,7 ºC en janvier à 14,5 ºC en juillet; tandis que les températures minimales rangent de 14,7 ºC en janvier et février à 4,8 ºC en juillet. La pluviométrie moyenne est modérée: 789,7 mm et Napier expérience 87,8 jours pluvieux par an. Son climat se fait plus sec par l'effet d'ombre et de la pluie du Massif du Tongariro et de la Chaîne Kaweka. Napier profite de 2333,9 heures d'ensoleillement annuellement.
| Mois                                            | jan.  | fév. | mars | avril | mai   | juin | jui.  | août  | sep.  | oct.  | nov.  | déc.  | année   |
| ----------------------------------------------- | ----- | ---- | ---- | ----- | ----- | ---- | ----- | ----- | ----- | ----- | ----- | ----- | ------- |
| Température minimale moyenne (°C)               | 14,7  | 14,7 | 12,6 | 10    | 7,5   | 5,2  | 4,8   | 5,4   | 7,4   | 9,4   | 11,1  | 13,6  | 9,7     |
| Température maximale moyenne (°C)               | 24,7  | 24,4 | 22,8 | 20,2  | 17,8  | 15,2 | 14,5  | 15,4  | 17,5  | 19,5  | 21    | 23,3  | 19,7    |
| Record de froid (°C)                            | 4,2   | 3,3  | 0    | −0,5  | −2,6  | −4   | −5,3  | −6,5  | −2,2  | −1,7  | −0,3  | 1,7   | −6,5    |
| Record de chaleur (°C)                          | 36,9  | 37,4 | 33,1 | 29,2  | 27,5  | 25,1 | 23,1  | 23,4  | 26,7  | 31,3  | 33,4  | 34,4  | 37,4    |
| Ensoleillement (h)                              | 258,7 | 207  | 207  | 169,7 | 161,8 | 138  | 144,1 | 173,4 | 188,7 | 221,6 | 228,5 | 235,4 | 2 333,9 |
| Précipitations (mm)                             | 63,8  | 54,1 | 61,8 | 81,2  | 62,2  | 78,5 | 97    | 57    | 58,1  | 60,9  | 57,3  | 57,8  | 789,7   |
| dont nombre de jours avec précipitations ≥ 1 mm | 6,2   | 6,2  | 7,4  | 7,8   | 6,9   | 7,9  | 8,8   | 7,9   | 7,5   | 7,4   | 6,5   | 6,9   | 87,4    |
| Humidité relative (%)                           | 66,3  | 72,4 | 75,6 | 76,4  | 78,1  | 79,4 | 80,6  | 76,1  | 69,5  | 67,7  | 63,7  | 65,2  | 72,6    |

## Jumelages
- Lianyungang (Chine)
- Tomakomai (Japon)
- Victoria (Canada)

## Culture

### Monuments «Art déco»
- À la suite du tremblement de terre de Hawke's Bay du 3 février 1931, une partie du centre de la ville fut rasée puis reconstruite dans un style art déco. Cette caractéristique de son architecture en fait l'une des villes les plus touristiques du pays.

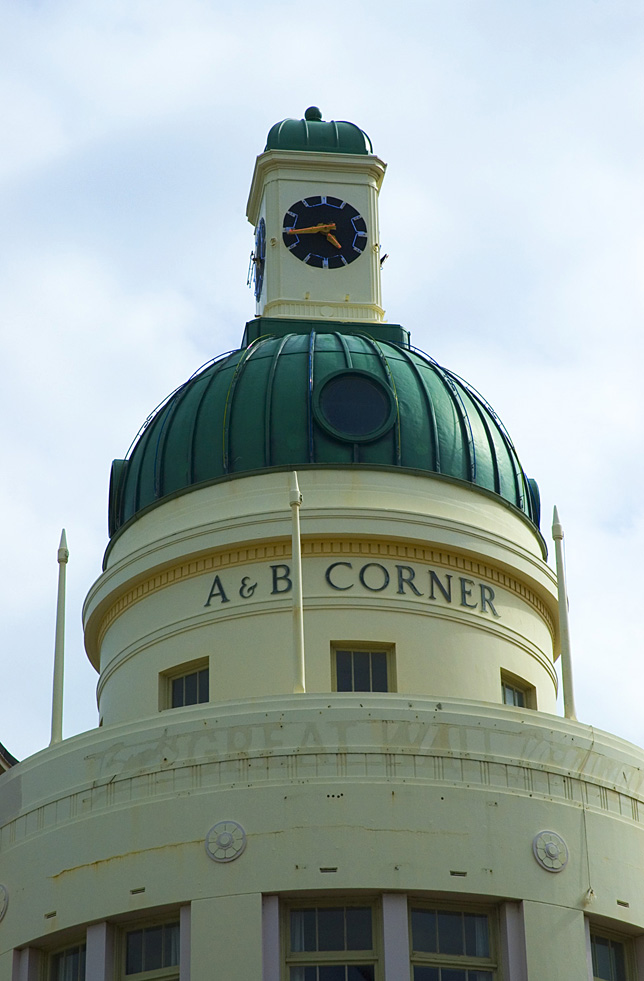
T & G Building.
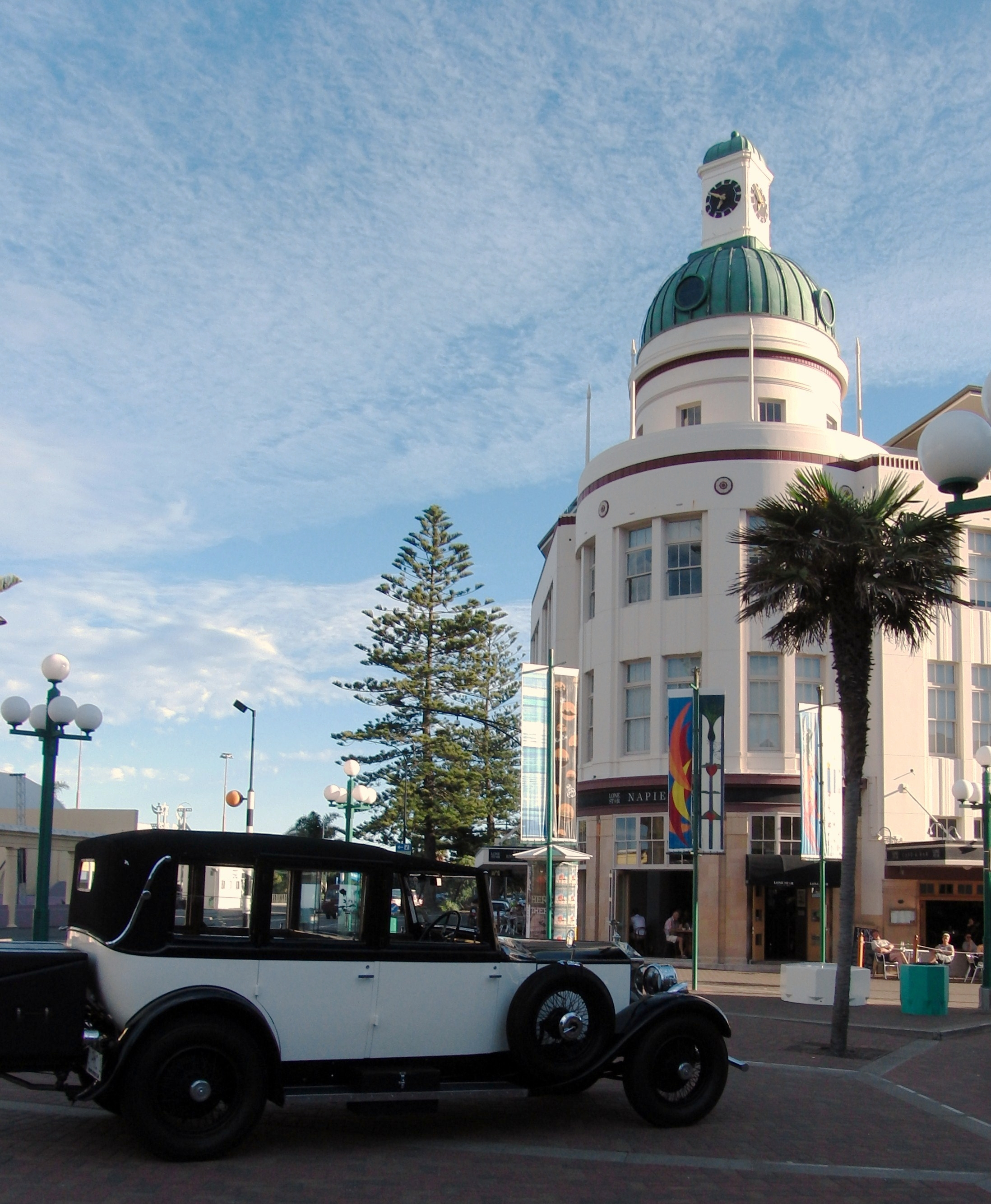
T & G Building.
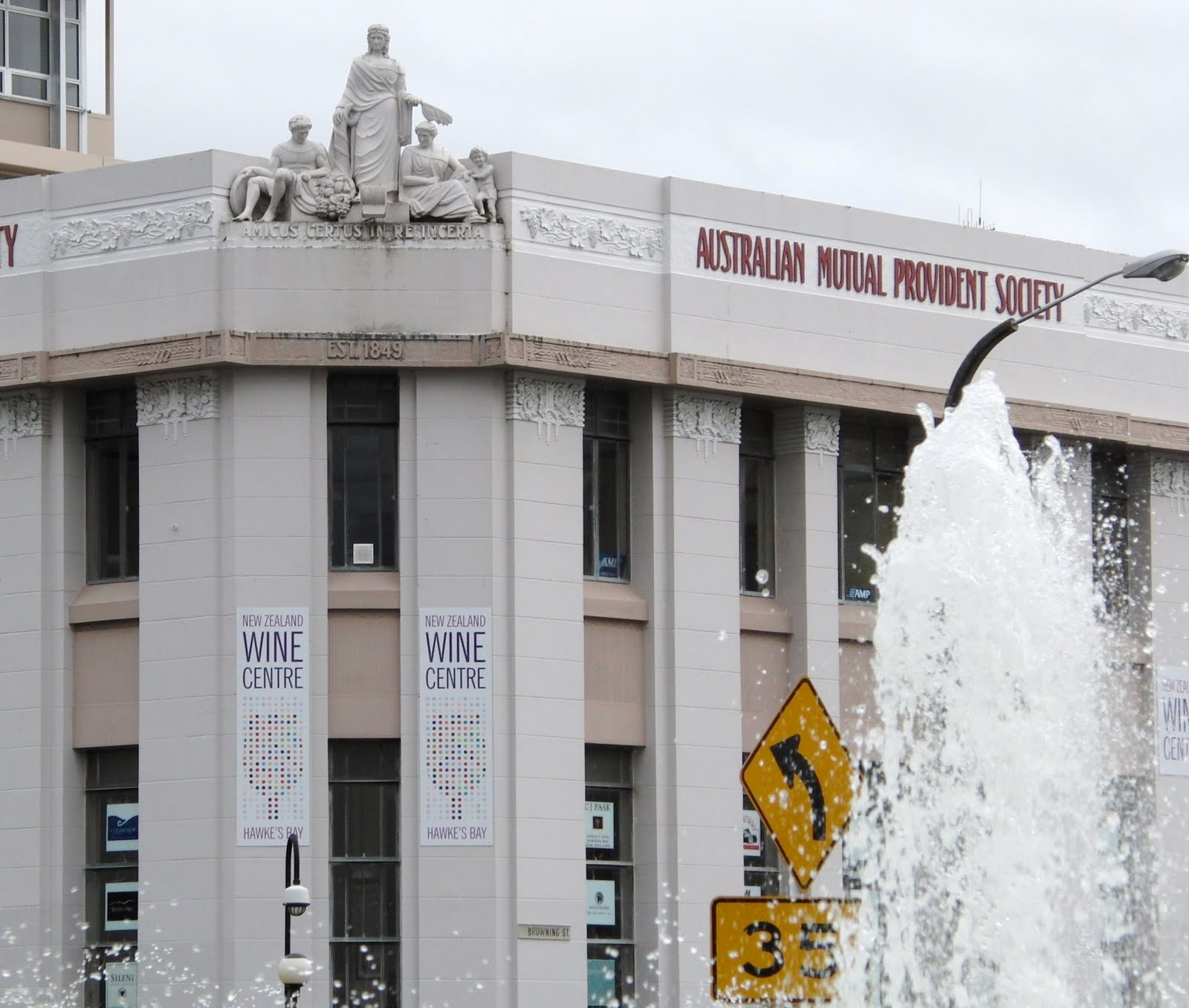
AMP Building.
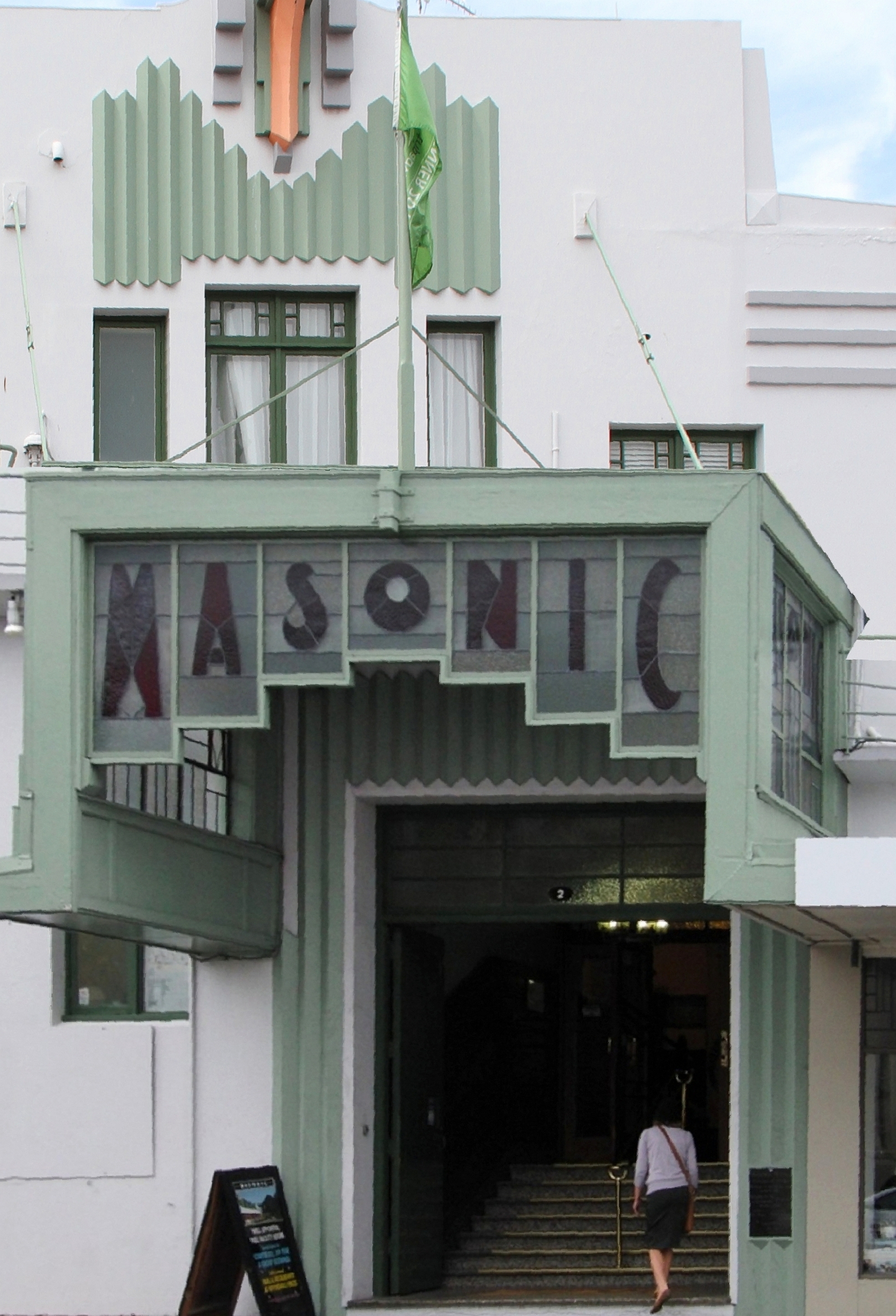
Masonic Hotel.

### Lieux et monuments

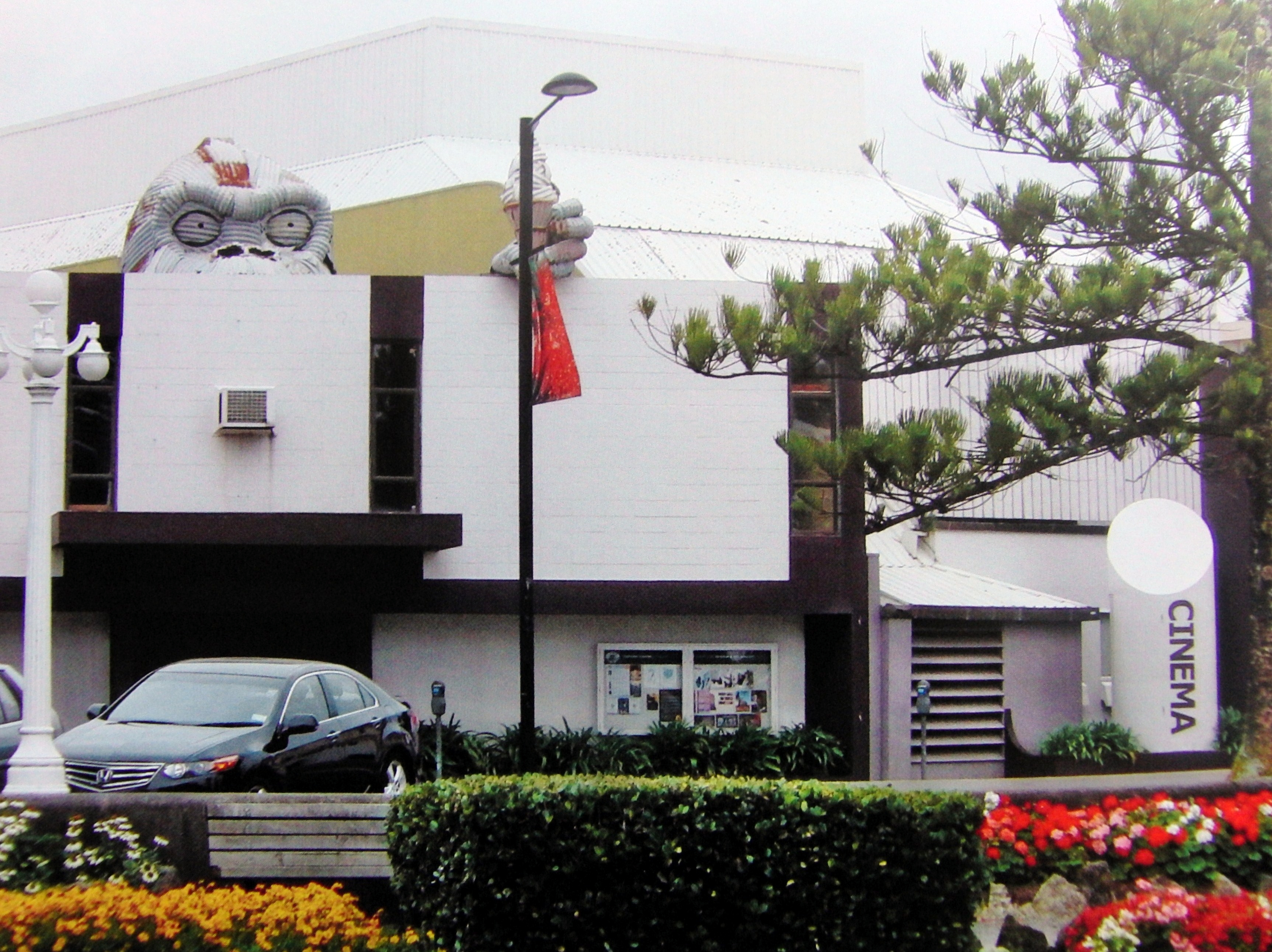
Marine Parade Hawke's Bay.
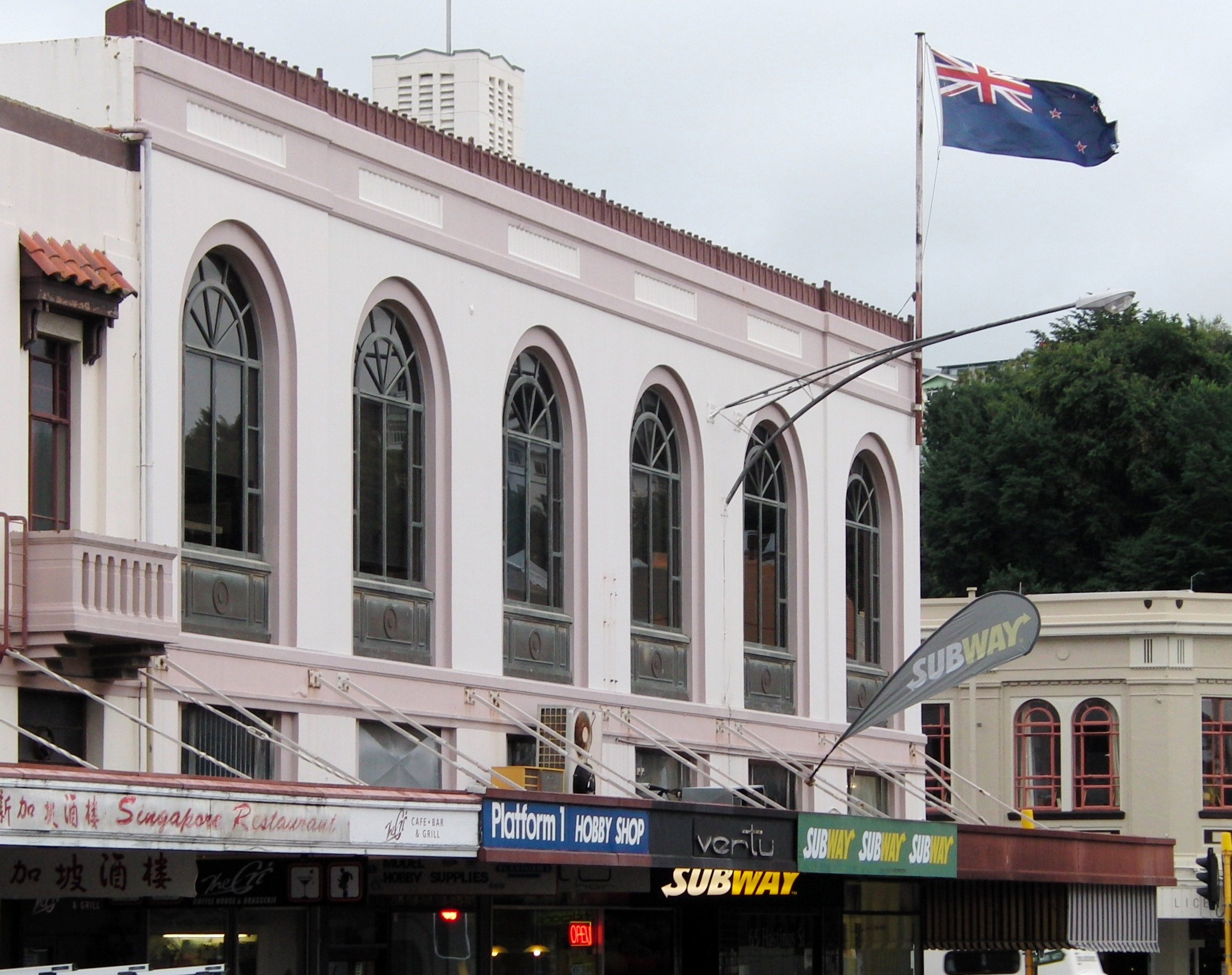
Statements Art Gallery.
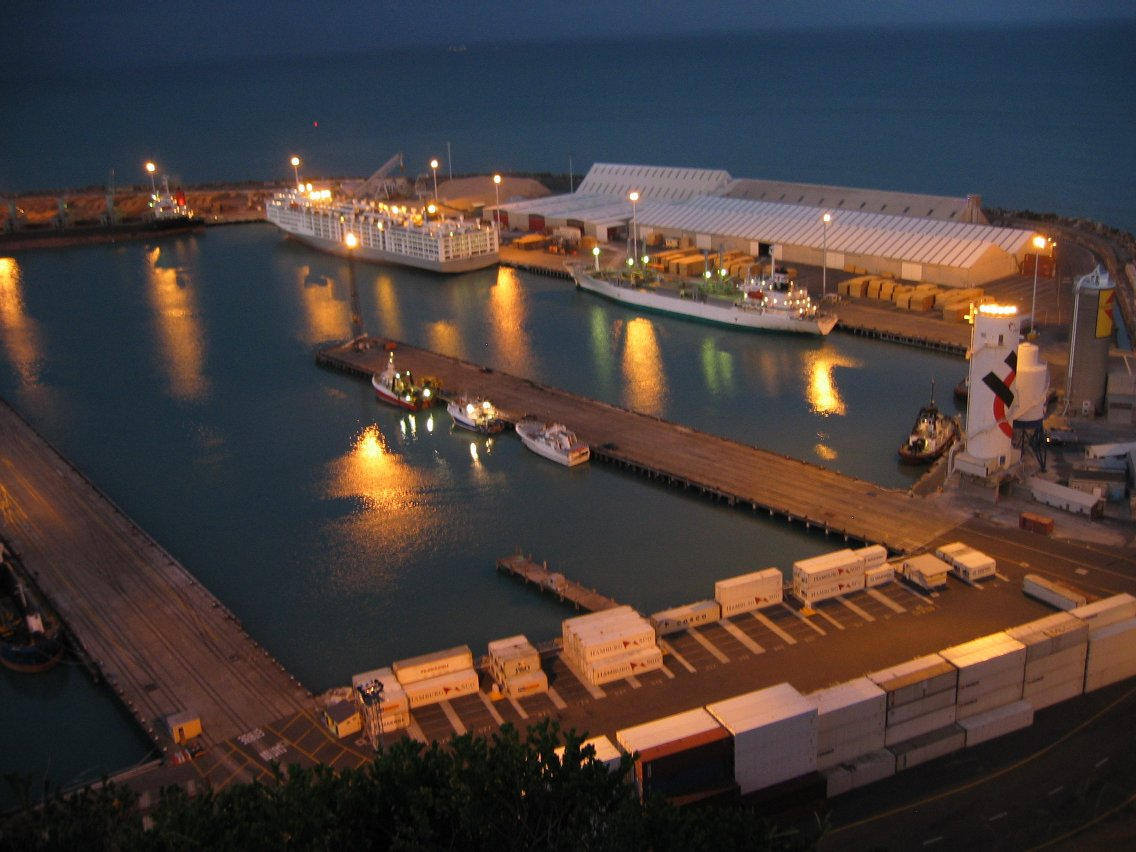
Port de Napier.
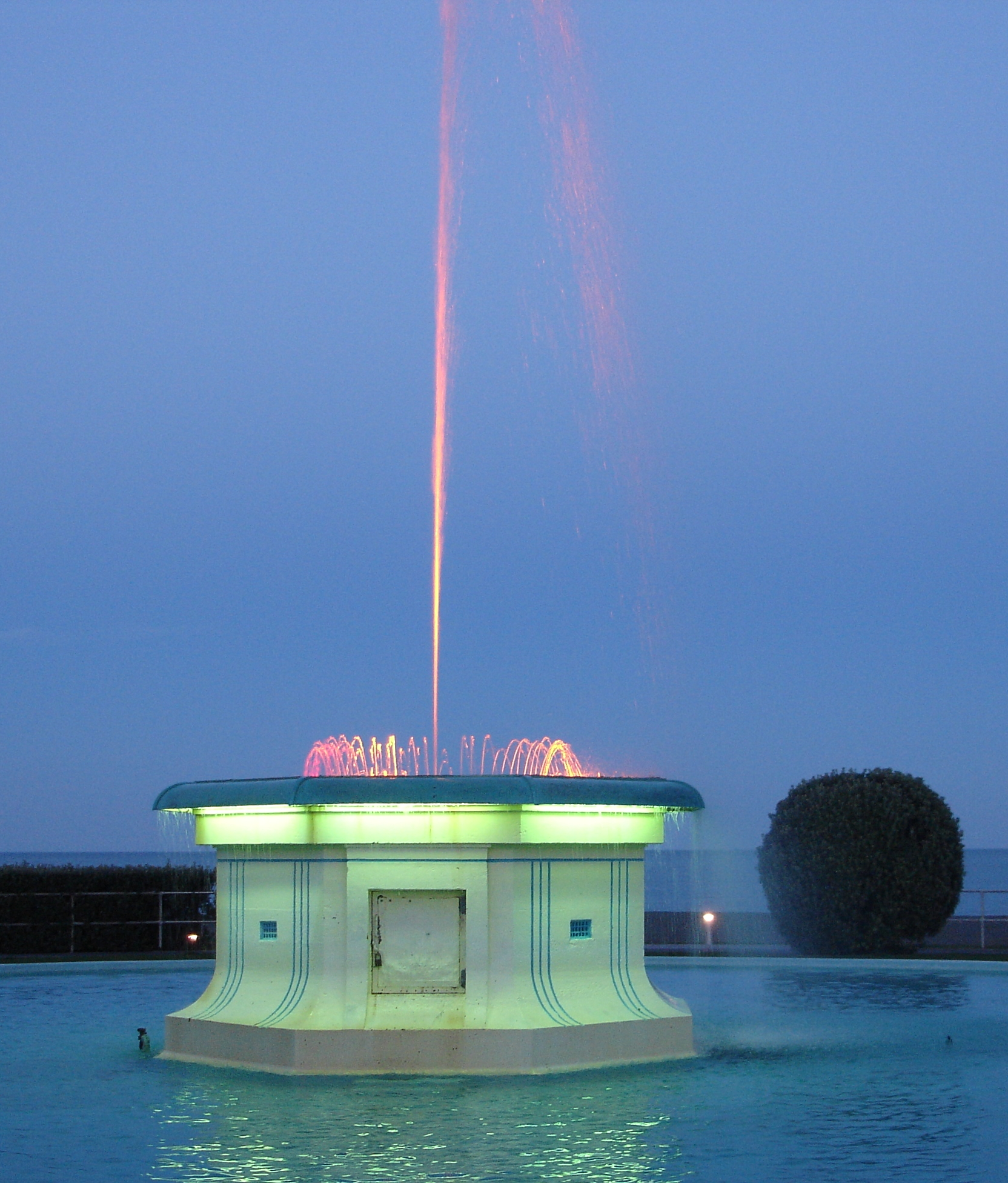
Fontaine Tom Parker.
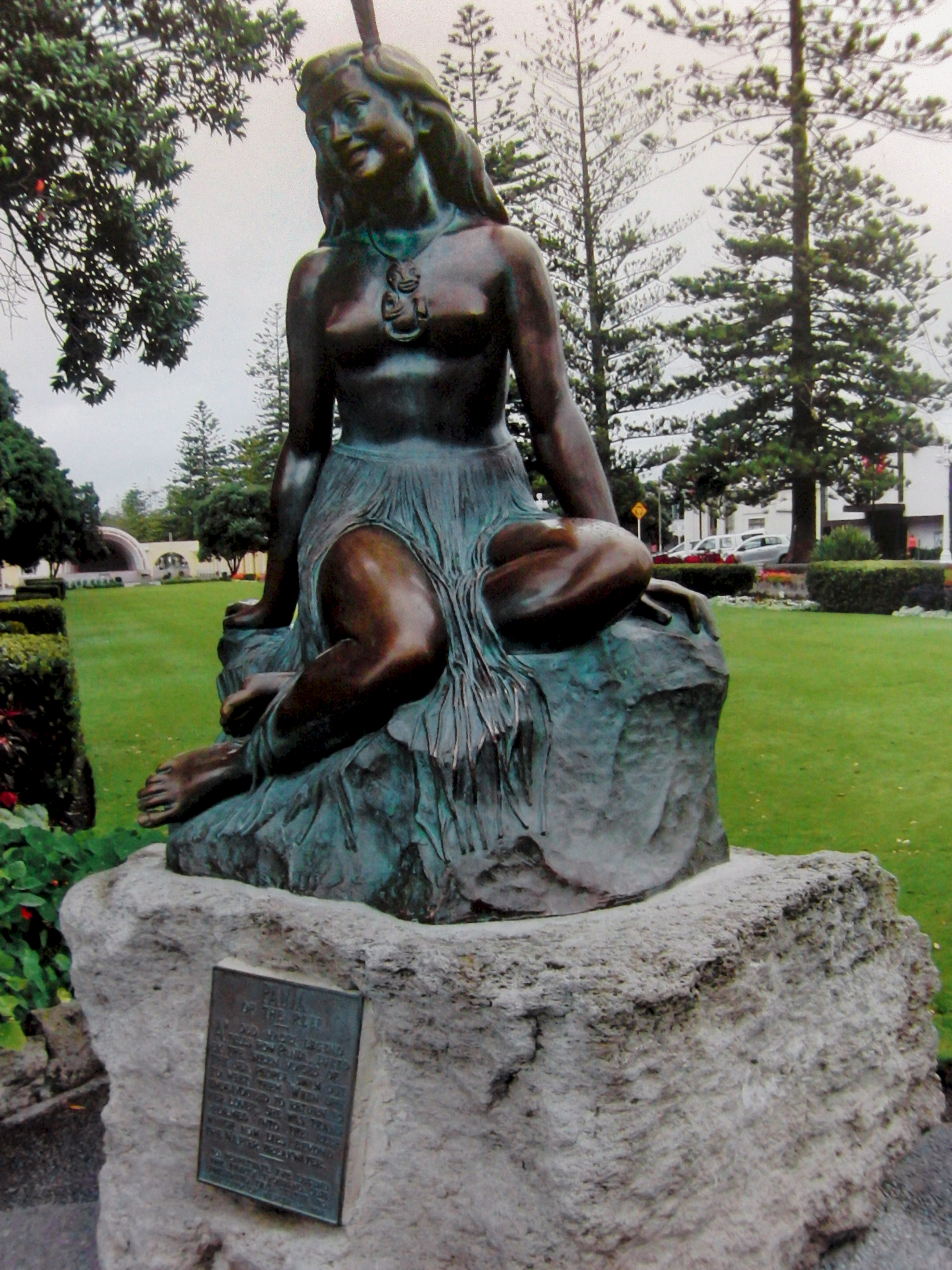
Statue de Pania.
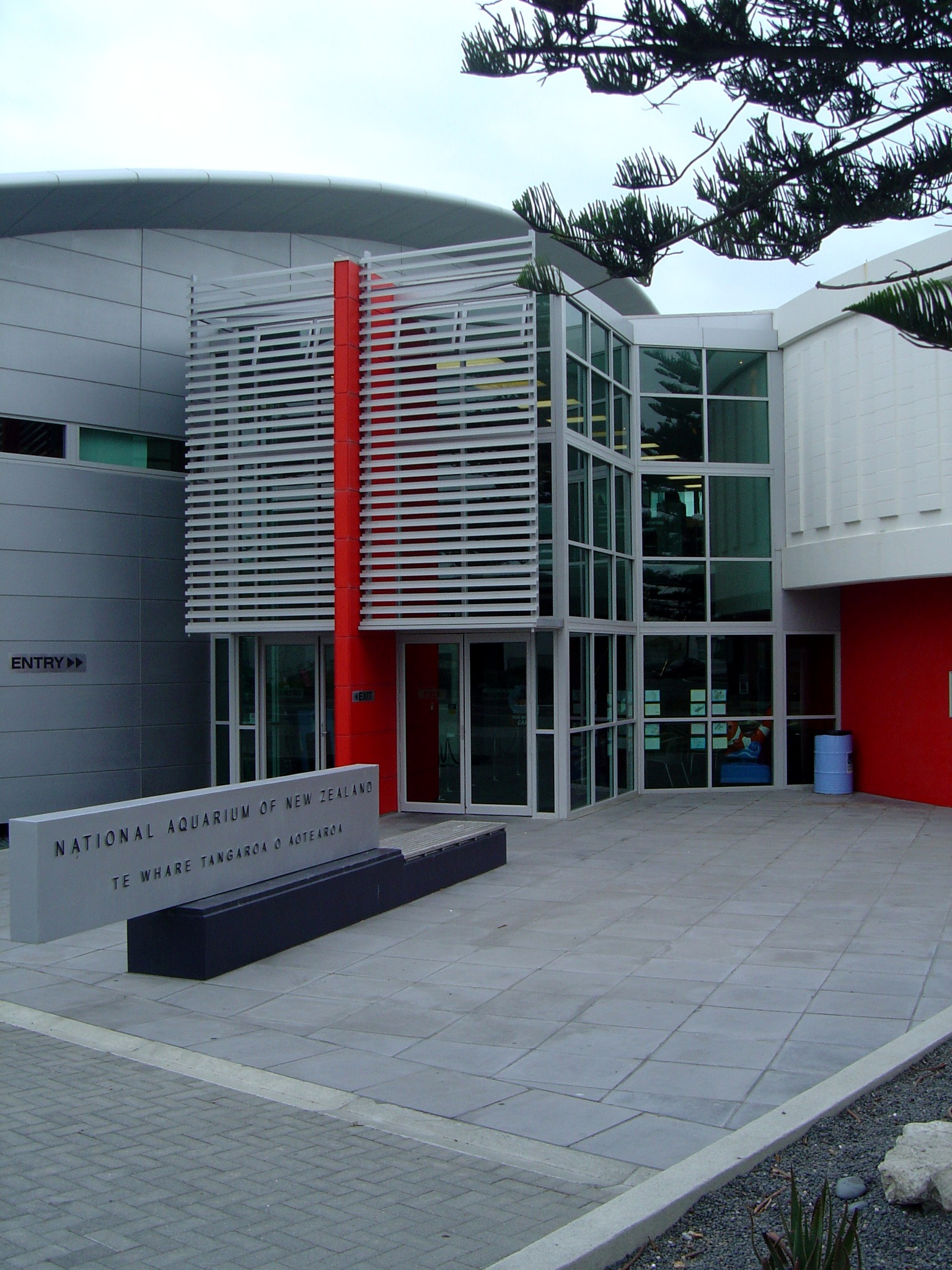
Aquarium national de Nouvelle-Zélande

## Sports
Le stade McLean Park accueille principalement des matchs de rugby à XV et de cricket. C'est le stade des Hawke's Bay, qui disputent la Mitre 10 Cup. La franchise des Hurricanes dispute également quelques rencontres de Super Rugby à Napier, même si elle dispute la majorité des matches au Westpac Stadium de Wellington.
La ville a accueilli des matchs de la coupe du monde de rugby à XV 1987 et 2011, ainsi que de la coupe du monde de cricket de 2015.
Hawke's Bay United est le club de football de la ville et évolue dans le championnat de Nouvelle-Zélande de football. La franchise de basket-ball des Hawkes Bay Hawks dispute la National Basketball League.

## Personnalités liées à Napier
- Paul Henare (né en 1979), joueur de basket-ball
- Chris Jackson (né en 1970), footballeur
- Simon Mannering (né en 1986), joueur de rugby à XIII
- Hilary Alexander (1946-2023), journaliste de mode
- Nyree Dawn Porter (1936-2001) actrice
- Kelvin Tremain (1938-1992), joueur de rugby à XV